# Апоплексия яичника
Апоплекси́я (разрыв) яичника (apoplexia ovarii; др.-греч. ἀποπληξία — «паралич»; синоним: haematoma ovarii, haemorrhagia ovarii, разрыв жёлтого тела, инфаркт яичника, разрыв яичника, гематома яичника) — внезапный разрыв (нарушение целостности, кровоизлияние в яичник) ткани яичника, сопровождающийся кровотечением в брюшную полость и болевым синдромом.
Причины: в период выхода фолликула из яичника — во второй половине менструального цикла — апоплексия может наступить самопроизвольно, даже во сне. Как правило происходит без каких-либо симптомов. При нарушениях в эндокринной и нейровегетативной системах происходит повышение уровня лютеинезирующего гормона гипофиза, что может усилить кровоизлияние в яичник. Спровоцировать апоплексию может физическая нагрузка, поднимание тяжестей, прекращение приёма гормональных контрацептивов.

## Клиническая картина
Как правило, апоплексия происходит после полового акта, отмечается внезапный приступ болей в животе справа или слева, иногда незадолго до этого беспокоят покалывающие боли в паховой области с одной стороны, это может быть связано с небольшими внутрияичниковыми кровоизлияниями. Боли могут возникнуть во время физического напряжения.
При большой кровопотере к болевому синдрому прибавляются бледность, слабость, головокружение, учащённое сердцебиение.

## Диагностика апоплексии яичника
Наиболее информативными методами исследования являются:
1. Ультразвуковое исследование, которое подтверждает наличие жидкости в заднем своде влагалища и образования в яичнике (остаточная полость).
2. Лапароскопия, которая позволяет не только с вероятностью 100 % установить диагноз, но и произвести коррекцию любой патологии.

Окончательный диагноз апоплексии яичника почти всегда устанавливается во время операции.

## Дифференциальная диагностика
Апоплексию яичника необходимо дифференцировать с острым аппендицитом, нарушенной трубной беременностью, перекрутом ножки кисты или опухоли яичника, острой кишечной непроходимостью, перфорацией язвы желудка и ДПК, острым панкреатитом, почечной коликой и пиосальпинксом (замкнутое скопление гнойного экссудата в просвете фаллопиевой трубы).

## Лечение апоплексии яичника
Консервативное лечение возможно лишь в случае лёгкой формы апоплексии яичника, которая сопровождается незначительным кровотечением в брюшную полость.
Хирургическое лечение является основным, поскольку не только позволяет уточнить диагноз, но и провести полноценную коррекцию. Апоплексия яичника нередко сочетается с аппендицитом и внематочной беременностью, поэтому во время операции обязателен осмотр обоих яичников, маточных труб и аппендикса. Операцию необходимо выполнять максимально консервативно и удалять яичник только в случае массивного кровоизлияния, когда полностью поражается ткань яичника.

## Осложнения
При несвоевременном оказании медицинской помощи и массивном кровотечении возможно развитие геморрагического шока. В случае удаления яичника возможно нарушение менструального цикла и бесплодие.